# José Isidro Guerrero Macías
José Isidro Guerrero Macías (Irapuato, 31 maggio 1951 – Mexicali, 23 febbraio 2022) è stato un vescovo cattolico messicano.

## Biografia
José Isidro Guerrero Macías nacque a Irapuato il 31 maggio 1951.

### Formazione e ministero sacerdotale
Dal 1967 al 1972 studiò filosofia e teologia presso il seminario arcivescovile di Guadalajara e dal 1978 al 1980 proseguì gli studi a Roma ottenendo la licenza in teologia pastorale presso la Pontificia Università Lateranense e in teologia morale presso l'Accademia alfonsiana. Studiò anche archeologia sacra in Israele e completò vari corsi per formatori di seminario presso il Consiglio episcopale latinoamericano (CELAM).
Il 22 aprile 1973 fu ordinato presbitero per la diocesi di Culiacán nella cattedrale diocesana. Prestò servizio come prefetto di disciplina del seminario minore "Immacolata Concezione" di Culiacán dal 1981; direttore spirituale dello stesso; promotore vocazionale diocesano dal 1984; segretario generale del seminario "Immacolata Concezione" di Culiacán dal 1986; rettore dello stesso dal 1991; vicario cooperatore della parrocchia di Badiraguato e cappellano della parrocchia di San Raffaele a Culiacán e di diverse congregazioni religiose.
In seminario fu docente di italiano, logica, storia del Messico, etica filosofica, filosofia della storia, morale, estetica filosofica, sacramentaria, etica applicata, profeti, discernimento vocazionale, teologia pastorale e liturgia.
Fu anche membro del consiglio presbiterale e del consiglio pastorale diocesano e incaricato diocesano del Serra Club.

### Ministero episcopale
Il 31 maggio 1997 papa Giovanni Paolo II lo nominò vescovo di Mexicali. Ricevette l'ordinazione episcopale il 17 settembre successivo nello stadio "Nido de las Aguilas" a Mexicali dall'arcivescovo Justo Mullor García, nunzio apostolico in Messico, co-consacranti il vescovo di Culiacán Benjamín Jiménez Hernández e l'arcivescovo metropolita di Hermosillo José Ulises Macías Salcedo.
Nel settembre del 2005 e nel maggio del 2014 compì la visita ad limina.
In seno alla Conferenza dell'episcopato messicano fu membro della commissione per l'evangelizzazione e la catechesi dal 1997 al 2000, membro della commissione per i seminari e la catechesi dal 1997 al 2000, membro supplente per la regione nord-est della commissione per l'evangelizzazione e la catechesi dal 2003 al 2006 e rappresentante della Conferenza per l'ispettoria ecclesiastica della Bassa California dal 2006 al 2012.
Ricoverato da sei settimane all'ospedale privato di Mexicali, morì il 23 febbraio 2022 all'età di 70 anni per complicazioni da COVID-19. Una prima celebrazione di esequie si tenne il 25 febbraio alle ore 12 nella cattedrale di Nostra Signora di Guadalupe a Mexicali e venne presieduta da monsignor Francisco Moreno Barrón, arcivescovo metropolita di Tijuana. Al termine del rito la salma venne traslata a Culiacán. Una seconda celebrazione di esequie si tenne il 27 febbraio alle ore 10 nella cattedrale di Nostra Signora del Rosario e venne presieduta da monsignor Jonás Guerrero Corona, vescovo di Culiacán. Il feretro venne quindi trasferito a Irapuato. Il giorno successivo, dopo una messa celebrata alle ore 15 nella cappella della sua casa di famiglia, fu sepolto nello stesso edificio.

## Genealogia episcopale
La genealogia episcopale è:
- Cardinale Scipione Rebiba
- Cardinale Giulio Antonio Santori
- Cardinale Girolamo Bernerio, O.P.
- Arcivescovo Galeazzo Sanvitale
- Cardinale Ludovico Ludovisi
- Cardinale Luigi Caetani
- Cardinale Ulderico Carpegna
- Cardinale Paluzzo Paluzzi Altieri degli Albertoni
- Papa Benedetto XIII
- Papa Benedetto XIV
- Papa Clemente XIII
- Cardinale Enrico Benedetto Stuart
- Papa Leone XII
- Cardinale Chiarissimo Falconieri Mellini
- Cardinale Camillo Di Pietro
- Cardinale Mieczysław Halka Ledóchowski
- Cardinale Jan Maurycy Paweł Puzyna de Kosielsko
- Arcivescovo Józef Bilczewski
- Arcivescovo Bolesław Twardowski
- Arcivescovo Eugeniusz Baziak
- Papa Giovanni Paolo II
- Arcivescovo Justo Mullor García
- Vescovo José Isidro Guerrero Macías